# Izomeryzacja
Izomeryzacja – reakcja chemiczna polegająca na przekształcaniu się jednego izomeru w drugi, na przykład izomeryzacja kwasu (−)mlekowego w kwas (+)mlekowy w wyniku inwersji Waldena. Izomeryzacja może stanowić zarówno samodzielną reakcję chemiczną, jak i być ubocznym, często niepożądanym, efektem innej reakcji chemicznej.